# Paginavouw
De paginavouw is de fictieve horizontale lijn op een webpagina in een browser onderaan het direct zichtbare deel van de pagina. Het deel van de pagina onder deze lijn wordt pas zichtbaar na scrollen. De term wordt gebruikt door interactie-ontwerpers en webdesigners en is afkomstig uit de krantenwereld waarbij deze vouw fysiek aanwezig is.
De afstand van de bovenkant van de website tot aan de paginavouw verschilt sterk. Dit komt doordat browservensters en de daarin gelegen tab-panelen verschillende grootten kunnen hebben. 